# With or Without You
«With or Without You» — пісня ірландського рок-гурту U2, випущена 16 березня 1987 року як головний сингл альбому The Joshua Tree. Пісня стала найуспішнішим синглом гурту на той час, ставши їхнім першим хітом номер один як у Сполучених Штатах, так і в Канаді, очолювавши Billboard Hot 100 протягом трьох тижнів і RPM національний чарт синглів протягом одного тижня і ще три тижні перебуваючи на другому місці.
Критики високо оцінили пісню після її виходу. Вона часто виконується в турне гурту, а також з'явилася на багатьох їхніх збірках і концертних фільмах. У 2004 році журнал Rolling Stone помістив пісню на 131 місце у «Списку 500 найкращих альбомів усіх часів за версією журналу Rolling Stone».

## Написання і запис
У кінці 1985 року U2 зібралися у будинку, який належав барабанщикові Ларрі Маллену, для розгляду матеріалу, написаного гуртом в час The Unforgettable Fire Tour. На той час вже був готовий чорновий варіант «With or Without You» із створеною вокалістом Боно послідовністю акордів цієї пісні. Група продовжила роботу над піснею на STS Studios, створюючи багато варіацій трека, але не прогресуючи. Гітарист Едж сказав, що у такому вигляді пісня виглядала « жахливо». Трек складався з бітів драм-машини Yamaha і партії баса, написаною Адамом Клейтоном для бас-гітари Ibanez. За словами Клейтона, ці ранні версії пісні здавалися занадто сентиментальними і «дуже традиційними, тому акорди просто пішли по колу, повторювалися знову і знову».
Серйозна робота над The Joshua Tree почалася в 1986 році, в серпні U2 записувалися в георгіанському особняку Danesmoate House в Дубліні. Група спробувала зробити пісню в іншому напрямі і «споганити» її, хоча Боно відмовлявся. Під керівництвом со-продюсерів Браяна Іно і Даніеля Лануа Едж домагався атмосфернішого звуку гітари, Клейтон збільшував гучність на бас-гітарі, а Маллен експериментував з електронною барабанною установкою. Попри те, що U2 продовжували займатися треком, вони розглядали як варіант відмовитися від пісні, оскільки не могли дійти згоди.
Боно і його друг Гевін Фрайдей продовжили роботу над піснею після того, як Лануа і Іно відмовилися працювати з нею. Іно додав клавішне арпеджіо, подібне до того, що можна почути в пісні « Bad». Доля пісні була ще під сумнівом, коли Едж отримав дослідний зразок «Нескінченної гітари» від канадського музиканта Майкла Брука, з яким Едж співпрацював при створенні саундтреку до фільму « Captive». Новий інструмент допоміг зазвучати деяким моментам, створюючи «ефект, подібний E-Bow», але з можливістю забезпечити «проміжні моменти між нескінченними сустейнами і їх відсутністю», чого E-Bow не може забезпечити. Зразок включав ретельно продумані інструкції по складанню і, як The Edge згадує, «один неправильно включений дріт, і ви могли б отримати неприємний удар струмом. Ця частина пристрою не відповідала навіть елементарним правилам безпеки». У подальших турах гітарний технік Еджа іноді отримував удари струмом від гітари при підготовці до концертів.
Прослуховуючи мінусівки «With or Without You», Боно і Фрайдей чув ефект сустейна, який Едж створював з «Нескінченною гітарою» в іншій кімнаті. Поєднання гітари і мінусівки разом справили враження на слухачів. По словах Лануа: «я сказав: „Це звучало чудово“, тому ми прослухали фон, і я сказав: „Ісус, це краще, ніж я думав“». Едж відразу записав частини з «Нескінченною гітарою» з другого дубля. Група розглядала запис пісні як один з проривів в роботі над альбомом, оскільки вона була записана на тлі побоювання творчої кризи.
Боно писав тексти, щосили намагаючись поєднувати обов'язки одруженої людини і музиканта. Його пристрасть до подорожей відносно його музичного життя, часто суперечила його сімейному життю. Під час написання пісні він зрозумів, що жоден аспект його життя не міг би схарактеризувати його, а, швидше, напруженість між цими двома життями стала головною характеристикою цього періоду. Він пояснює, що ліричний фінал про «муку» і, як пригнічення бажань, тільки робить їх сильнішими.

## Особливості композиції
«With or Without You» написана в ре мажорі, в розмірі 4/4 і темпі 110 ударів в хвилину. Попри те, що деякі строфи пісні повторюються, пісня не наслідує традиційну куплетну форму (куплет-приспів). Лануа говорить про це: Пісня розпочинається з «злегка коливаючих» тріолей арпеджіо в ре мажорі, що виконуються Браяном Іно на синтезаторі, і мінімальних барабанних ритмів Маллена восьмими нотами. Вступає гітара, її партія відрізняється високою тривалістю сустейнів (виконує Едж на Нескінченній Гітарі), «сухо» звучить в лівому каналі, перш ніж відбитися справа. На 0:09 вступає Адам Клейтон, він починає грати восьмими нотами поперемінно з бочкою, послідовно виконуючи 4 -тактову послідовність акордів D-A-Bm-G. Ці акорди ніколи не гралися явно, але «малися» на увазі як грані повністю Клейтоном і частково Еджем.
Вокал Боно починається на 0:28 і знаходиться в нижчому голосовому регістрі, ніж зазвичай. Він залишається нижче середнього C впродовж перших двох з половиною строф, зосередивши мелодію на медіанту F♯. В кінці кожної з перших двох строф вокал знижується на октаву, від A до A. На 0:58 знову вступає гітара із стійким звуком. На 1:45 збільшується інтенсивність барабанного ритму, перш ніж Едж на 1:53 починає виконувати гітарні рифи, чисті квінти. Бек-вокал триває з 2:06 до 2:32.
Пісня нібито описує складні стосунки між двома закоханими, хоча текст пісні був інтерпретований в релігійному контексті. The Washington Post інтерпретувала пісню і як їдку пісню про любов, і як мелодію, що оплакує моральні протиріччя, з якими доводиться стикатися вірянин. Тобі Кресвелл повторив ці настрої, заявивши, що це «може бути прочитано як пісня про сімейну романтику або духовної необхідності». Боно пояснив, що у пісні були романтичні наміри, кажучи: «немає нічого рішучішого, ніж дві люблячі одна одну людини. По-перше, тому що це настільки рідко в наші дні, і по-друге, тому що це так важко зробити». 1987 року Боно пояснив, що рядок «And you give yourself» звертається до того, як він іноді відчуває себе в U2, і що його відкритість музичній і журналістській общині може завдати збитку групі.
За словами Боно, пісня була навіяна альбомом Скотта Волкера Climate of Hunter.

## Реліз і просування в чартах
Музичний менеджер Пол МакГіннесс чинив опір випуску «With or Without You», оскільки він вважав, що це занадто акустично незвично для випуску. Гевін Фрайдей допоміг групі завершити роботу над треком, підтримував їх, вважав, що буде «безперечно № 1». Пісня була вибрана як провідний сингл з альбому The Joshua Tree. Радіостанції Сполучених Штатів почали програвати пісню в 11: 30 4 березня 1987 року, із суворим попередження Island Records не ставити трек до цього моменту. Сингл вийшов 21 березня 1987, через два з половиною тижні після виходу альбому. Це був перший сингл групи, широко розповсюджений на компакт-дисках. Клейтон схарактеризував пісню, як виклик радіо, сказавши: «Ви не чекаєте цього там [на радіо]. У церкві, можливо».
«With or Without You» дебютував під номером 64 в чарте US Billboard Hot 100, а 16 травня 1987 року він очолив чарт, ставши першим синглом U2 сингл в США, довівши, прогноз Фрайдея виявився вірний. Пісня провела три тижні на вершині чарту і 18 тижнів в цілому в Hot 100.
Пісня також очолила Billboard's Album Rock Tracks, канадський RPM Top 100 і Irish Singles Chart. За даними Billboard, пісня була проривом групи серед американської аудиторії. Сингл посів четверте місце в UK Singles Chart, протримавшись 11 тижнів в топ 75 чарту. Також сингл опинився в голландському MegaCharts Top 40 під номером 2. 2009 року пісня знову потрапила в UK Singles Chart під номером 43 на тиждень, що закінчився 31 травня, на основі кількості платних скачувань, за рахунок виступу Шона Сміта з цією піснею в півфіналі Britain's Got Talent.
Два відео було знято в Дубліні в лютому 1987 року і со-режиссерми Мейертом Ейвісом і Меттом Махуріном. Перше включає абстрактний танець Морлі Стайнберг, вставлений між виступом групи. Другу версію можна побачити в Super Deluxe версії альбому.

## Концертні виступи
«With or Without You» вперше була виконана наживо на другому концерті The Joshua Tree Tour 4 квітня 1987 року в Темпе і далі виконувалася на всіх концертах цього туру і на більшості концертів Lovetown Tour. Під час цих турів гралися два доповнення до пісні, не представлені в студійній версії: додаткові вірші до тексту пісні, які виглядали наступним чином: «We'll shine like stars in the summer night / We 'll shine like stars in the winter light / One heart, one hope, one love» і їх модифікації, які з'являються в DVD Rattle and Hum.
«With or Without You» гралася на більшості концертів Zoo TV Tour і на всіх концертах PopMart Tour. Вона була виключена з сет-листи під час третього етапу Elevation Tour. Протягом першого етапу Vertigo Tour пісня була виконана тільки 4 рази. Композиція постійно потрапляла в плей-листи концертів в Європі і залишилася до третього етапу туру. Вона гралася на кожному концерті U2 360 ° Tour.
Живе виконання цієї пісні також з'явилося в концертних DVD групи: Zoo TV: Live from Sydney, PopMart: Live from Mexico City, Elevation 2001: Live from Boston, U2 Go Home: Live from Slane Castle, Vertigo 05: Live from Milan, U2 3D, U2 360 ° at the Rose Bowl.

## Прийом
«With or Without You» була добре прийнята критиками після виходу The Joshua Tree. Rolling Stone назвав її «винахідливо зробленою мелодією… яка будується на спокійному початку та гучній кульмінації». Білл Грем з Hot Press похвалив пісню, сказавши, що це може бути «найбільш контрольований вокал Боно, що будується на майже розмовної першій частині з голою ритм-секцією, з відвертими зізнаннями душі». Грем припустив, що рядок «And you give yourself away» має важливе значення для історії U2. Sunday Independent припустив, що пісня була доказом того, що група могла бути комерційно доступною без звернення за допомогою до рок-кліше. NME назвав його «вартісною піснею про любов» та зазначив музичну та текстову симетрії між піснею та альбомом групи October. Майк ДеГендж з All Music Guide похвалив пісню за «блискучу» роботу Іно і Лануа, Боно за вокал та «поетичну спритність», а Еджа за «проникливу, але напористу» гру на гітарі. ДеГендж описав спів Боно як «вивільняючий всю його вокальну владу, переміщуючись від м'якого, тонкого та середнього введення до вибуху непохитної енергії вкінці». Вкінці року читачі Rolling Stone вибрали «With or Without You» як «Найкращий сингл» наприкінці 1987 року, в той же час пісня зайняла в 15-е місце в списку «найкращих синглів», складеному в результаті проведення опитування Pazz & Jop журналом The Village Voice в 1987році.

## Список композицій
| #  | Назва                              | Автор         | Продюсер                     | Тривалість |
| -- | ---------------------------------- | ------------- | ---------------------------- | ---------- |
| 1. | «With or Without You»              | U2            | Даніель Лануа, Браян Іно     | 4:53       |
| 2. | «Luminous Times (Hold on to Love)» | U2, Браян Іно | Даніель Лануа, Браян Іно, U2 | 4:33       |
| 3. | «Walk to the Water»                | U2            | Даніель Лануа, Браян Іно, U2 | 4:49       |

## Чарти
| Чарт (1987)                        | Найвища позиція |
| ---------------------------------- | --------------- |
| Австрія (Ö3 Austria Top 75)        | 15              |
| Канада RPM 100 Singles             | 1               |
| Данія (Tracklisten)                | 37              |
| Франція (SNEP)                     | 10              |
| Німеччина (Media Control Charts)   | 7               |
| Ірландія (IRMA)                    | 1               |
| Нідерланди (Mega Single Top 100)   | 2               |
| Нова Зеландія (RIANZ)              | 5               |
| Швеція (Sverigetopplistan)         | 13              |
| Швейцарія (Media Control AG)       | 10              |
| Велика Британія (UK Singles Chart) | 4               |
| США (Billboard Hot 100)            | 1               |